# Pázmány Campus
A Pázmány Campus a Pázmány Péter Katolikus Egyetem Bölcsészettudományi Kar lapja.
Alapítás éve: 1996
Eredeti cím: Campus (1998-ig)
Jelleg: Havilap
Díjak: Legjobb egyetemi újság (2002)

## Története
Az első szám 1996. december 12-én jelent meg "Campus - a Pázmány Péter Katolikus Egyetem kétheti információs lapja" címmel.

## Főszerkesztők
- 1996. - Rátkai Balázs
- 1997. 1. szám - Erdő Zsuzsa
- 1997. 2. szám - Lovászi Ildikó, Nádasdi Emőke
- 1997-2000. - Kiss Antal
- 2000-2002. - Bíró Mátyás
- 2002. január - Haász Gabriella
- 2002. szeptember - Szathmáry István
- 2003-2005. - Vass Nóra
- 2005. - Kürthy András

## Honlapja
- www.pazmanycampus.hu (jelenleg fejlesztés alatt)